# 選抜高等学校野球大会 (千葉県勢)
選抜高等学校野球大会（いわゆる「春の甲子園」「センバツ」）においての千葉県勢の成績について記す。

## 概要
2014年現在、秋季県大会シードを決める為の予選を行ってシード8校を選出する。同大会の優勝校と準優勝校は秋季関東大会に出場する。開催県になった場合には、準決勝で敗退した2校による3位決定戦が行われ、勝利校が関東大会に出場する。そして関東大会にて概ねベスト4以上の成績を残すと、選抜大会に選出される。

## 大会結果
| 年度（大会）         | 選出校                         | 試合結果 | 試合結果                        | 成績     |
| -------------------- | ------------------------------ | -------- | ------------------------------- | -------- |
| 1953年（第25回大会） | 銚子商（初出場）               | 2回戦    | ○ 3 - 0 土佐                    | ベスト8  |
| 1953年（第25回大会） | 銚子商（初出場）               | 準々決勝 | ● 2 - 11 小倉                   | ベスト8  |
| 1968年（第40回大会） | 銚子商（15年ぶり2回目）        | 1回戦    | ○ 6 - 4 御所工                  | ベスト8  |
| 1968年（第40回大会） | 銚子商（15年ぶり2回目）        | 2回戦    | ○ 1 - 0 徳島商                  | ベスト8  |
| 1968年（第40回大会） | 銚子商（15年ぶり2回目）        | 準々決勝 | ● 0 - 4 倉敷工                  | ベスト8  |
| 1969年（第41回大会） | 銚子商（2年連続3回目）         | 1回戦    | ○ 5 - 0 宮崎商                  | 2回戦    |
| 1969年（第41回大会） | 銚子商（2年連続3回目）         | 2回戦    | ● 2 - 14 三田学園               | 2回戦    |
| 1970年（第42回大会） | 千葉商（初出場）               | 1回戦    | ○ 14 - 3 滝川                   | ベスト8  |
| 1970年（第42回大会） | 千葉商（初出場）               | 2回戦    | ○ 2 - 1 津久見                  | ベスト8  |
| 1970年（第42回大会） | 千葉商（初出場）               | 準々決勝 | ● 0 - 1 広陵                    | ベスト8  |
| 1971年（第43回大会） | 木更津中央（初出場）           | 1回戦    | ○ 4 - 0 高知                    | ベスト4  |
| 1971年（第43回大会） | 木更津中央（初出場）           | 2回戦    | ○ 3 - 2 県岐阜商                | ベスト4  |
| 1971年（第43回大会） | 木更津中央（初出場）           | 準々決勝 | ○ 2 - 1 東邦                    | ベスト4  |
| 1971年（第43回大会） | 木更津中央（初出場）           | 準決勝   | ● 2 - 4 大鉄                    | ベスト4  |
| 1972年（第44回大会） | 銚子商（3年ぶり4回目）         | 1回戦    | ○ 2 - 1 大鉄                    | ベスト4  |
| 1972年（第44回大会） | 銚子商（3年ぶり4回目）         | 2回戦    | ○ 3 - 2 鹿児島実                | ベスト4  |
| 1972年（第44回大会） | 銚子商（3年ぶり4回目）         | 準々決勝 | ○ 13 - 3 市神港                 | ベスト4  |
| 1972年（第44回大会） | 銚子商（3年ぶり4回目）         | 準決勝   | ● 3 - 5 日大三                  | ベスト4  |
| 1973年（第45回大会） | 銚子商（2年連続5回目）         | 1回戦    | ● 0 - 16 報徳学園               | 初戦敗退 |
| 1974年（第46回大会） | 銚子商（3年連続6回目）         | 1回戦    | ○ 1 - 0 岡山東商                | ベスト8  |
| 1974年（第46回大会） | 銚子商（3年連続6回目）         | 2回戦    | ○ 7 - 2 日大三                  | ベスト8  |
| 1974年（第46回大会） | 銚子商（3年連続6回目）         | 準々決勝 | ● 1 - 2 報徳学園                | ベスト8  |
| 1975年（第47回大会） | 習志野（初出場）               | 1回戦    | ● 0 - 3 豊見城                  | 初戦敗退 |
| 1976年（第48回大会） | 習志野（2年連続2回目）         | 1回戦    | ○ 8 - 7 大社                    | 2回戦    |
| 1976年（第48回大会） | 習志野（2年連続2回目）         | 2回戦    | ● 3 - 4 東洋大姫路              | 2回戦    |
| 1977年（第49回大会） | 銚子商（3年ぶり7回目）         | 1回戦    | ○ 6 - 4 大鉄                    | 2回戦    |
| 1977年（第49回大会） | 銚子商（3年ぶり7回目）         | 2回戦    | ● 1 - 4 智弁学園                | 2回戦    |
| 1978年（第50回大会） | 印旛（初出場）                 | 1回戦    | ● 0 - 4 PL学園                  | 初戦敗退 |
| 1980年（第52回大会） | 八千代松陰（初出場）           | 1回戦    | ● 2 - 3 尼崎北                  | 初戦敗退 |
| 1981年（第53回大会） | 印旛（3年ぶり2回目）           | 1回戦    | ○ 3 - 1 興南                    | 準優勝   |
| 1981年（第53回大会） | 印旛（3年ぶり2回目）           | 2回戦    | ○ 6 - 1 延岡工                  | 準優勝   |
| 1981年（第53回大会） | 印旛（3年ぶり2回目）           | 準々決勝 | ○ 7 - 4 秋田経大付（延長10回）  | 準優勝   |
| 1981年（第53回大会） | 印旛（3年ぶり2回目）           | 準決勝   | ○ 3 - 1 上宮                    | 準優勝   |
| 1981年（第53回大会） | 印旛（3年ぶり2回目）           | 決勝     | ● 1 - 2 PL学園                  | 準優勝   |
| 1982年（第54回大会） | 千葉商大付（初出場）           | 1回戦    | ● 0 - 3 尾道商                  | 初戦敗退 |
| 1984年（第56回大会） | 拓大紅陵（初出場）             | 1回戦    | ○ 9 - 3 智弁学園                | ベスト8  |
| 1984年（第56回大会） | 拓大紅陵（初出場）             | 2回戦    | ○ 10 - 2 法政二                 | ベスト8  |
| 1984年（第56回大会） | 拓大紅陵（初出場）             | 準々決勝 | ● 0 - 6 PL学園                  | ベスト8  |
| 1985年（第57回大会） | 東海大浦安（初出場）           | 1回戦    | ● 1 - 5 伊野商                  | 初戦敗退 |
| 1986年（第58回大会） | 拓大紅陵（2年ぶり2回目）       | 1回戦    | ○ 8 - 0 洲本                    | 2回戦    |
| 1986年（第58回大会） | 拓大紅陵（2年ぶり2回目）       | 2回戦    | ● 4 - 7 新湊                    | 2回戦    |
| 1988年（第60回大会） | 市船橋（初出場）               | 1回戦    | ● 3 - 10 倉吉東                 | 初戦敗退 |
| 1989年（第61回大会） | 市柏（初出場）                 | 1回戦    | ● 3 - 8 上宮                    | 初戦敗退 |
| 1993年（第65回大会） | 市船橋（5年ぶり2回目）         | 2回戦    | ○ 4 - 1 川西明峰                | 2回戦    |
| 1993年（第65回大会） | 市船橋（5年ぶり2回目）         | 3回戦    | ● 7 - 8 国士舘（延長14回）      | 2回戦    |
| 1995年（第67回大会） | 銚子商（18年ぶり8回目）        | 1回戦    | ○ 10 - 7 PL学園（延長11回）     | 準優勝   |
| 1995年（第67回大会） | 銚子商（18年ぶり8回目）        | 2回戦    | ○ 4 - 1 宇部商                  | 準優勝   |
| 1995年（第67回大会） | 銚子商（18年ぶり8回目）        | 準々決勝 | ○ 2 - 0 前橋工                  | 準優勝   |
| 1995年（第67回大会） | 銚子商（18年ぶり8回目）        | 準決勝   | ○ 6 - 2 今治西                  | 準優勝   |
| 1995年（第67回大会） | 銚子商（18年ぶり8回目）        | 決勝     | ● 0 - 4 観音寺中央              | 準優勝   |
| 1996年（第68回大会） | 拓大紅陵（10年ぶり3回目）      | 1回戦    | ● 8 - 9 東邦                    | 初戦敗退 |
| 1999年（第71回大会） | 柏陵（初出場）                 | 1回戦    | ● 5 - 7 静岡（延長13回）        | 初戦敗退 |
| 2004年（第76回大会） | 拓大紅陵（8年ぶり4回目）       | 1回戦    | ○ 6 - 0 一関一                  | 2回戦    |
| 2004年（第76回大会） | 拓大紅陵（8年ぶり4回目）       | 2回戦    | ● 4 - 6 福岡工大城東            | 2回戦    |
| 2006年（第78回大会） | 成田（初出場）                 | 1回戦    | ○ 3 - 0 小松島                  | 2回戦    |
| 2006年（第78回大会） | 成田（初出場）                 | 2回戦    | ● 0 - 2 神港学園                | 2回戦    |
| 2007年（第79回大会） | 千葉経大付（初出場）           | 1回戦    | ○ 5 - 4 中京                    | 2回戦    |
| 2007年（第79回大会） | 千葉経大付（初出場）           | 2回戦    | ● 3 - 6 熊本工（延長12回）      | 2回戦    |
| 2007年（第79回大会） | 成田（2年連続2回目）           | 1回戦    | ● 1 - 2 広陵（延長12回）        | 初戦敗退 |
| 2008年（第80回大会） | 千葉経大付（2年連続2回目）     | 2回戦    | ○ 3 - 0 興譲館                  | ベスト4  |
| 2008年（第80回大会） | 千葉経大付（2年連続2回目）     | 3回戦    | ○ 7 - 2 常葉菊川                | ベスト4  |
| 2008年（第80回大会） | 千葉経大付（2年連続2回目）     | 準々決勝 | ○ 8x - 7 長野日大（延長11回）   | ベスト4  |
| 2008年（第80回大会） | 千葉経大付（2年連続2回目）     | 準決勝   | ● 2 - 4 聖望学園                | ベスト4  |
| 2008年（第80回大会） | 安房（21世紀枠・初出場）       | 1回戦    | ○ 2 - 0 城北                    | 2回戦    |
| 2008年（第80回大会） | 安房（21世紀枠・初出場）       | 2回戦    | ● 3 - 4x 宇治山田商             | 2回戦    |
| 2009年（第81回大会） | 習志野（33年ぶり3回目）        | 1回戦    | ○ 5 - 4 彦根東                  | 2回戦    |
| 2009年（第81回大会） | 習志野（33年ぶり3回目）        | 2回戦    | ● 1 - 2 利府                    | 2回戦    |
| 2010年（第82回大会） | 東海大望洋（初出場）           | 1回戦    | ● 2 - 9 大阪桐蔭                | 初戦敗退 |
| 2015年（第87回大会） | 木更津総合（44年ぶり2回目）    | 1回戦    | ○ 8 - 3 岡山理大付              | 2回戦    |
| 2015年（第87回大会） | 木更津総合（44年ぶり2回目）    | 2回戦    | ● 2 - 4 静岡                    | 2回戦    |
| 2016年（第88回大会） | 木更津総合（2年連続3回目）     | 1回戦    | ○ 5 - 2 札幌第一                | ベスト8  |
| 2016年（第88回大会） | 木更津総合（2年連続3回目）     | 2回戦    | ○ 4 - 1 大阪桐蔭                | ベスト8  |
| 2016年（第88回大会） | 木更津総合（2年連続3回目）     | 準々決勝 | ● 1 - 2 秀岳館                  | ベスト8  |
| 2017年（第89回大会） | 東海大市原望洋（7年ぶり2回目） | 1回戦    | ● 2 - 6 滋賀学園（延長14回）    | 初戦敗退 |
| 2018年（第90回大会） | 中央学院（初出場）             | 2回戦    | ● 5 - 7x 明徳義塾               | 初戦敗退 |
| 2019年（第91回大会） | 習志野（10年ぶり4回目）        | 1回戦    | ○ 8 - 2 日章学園                | 準優勝   |
| 2019年（第91回大会） | 習志野（10年ぶり4回目）        | 2回戦    | ○ 3 - 1 星稜                    | 準優勝   |
| 2019年（第91回大会） | 習志野（10年ぶり4回目）        | 準々決勝 | ○ 4 - 3 市和歌山                | 準優勝   |
| 2019年（第91回大会） | 習志野（10年ぶり4回目）        | 準決勝   | ○ 6 - 4 明豊                    | 準優勝   |
| 2019年（第91回大会） | 習志野（10年ぶり4回目）        | 決勝     | ● 0 - 6 東邦                    | 準優勝   |
| 2021年（第93回大会） | 専大松戸（初出場）             | 1回戦    | ● 0 - 2 中京大中京              | 初戦敗退 |
| 2022年（第94回大会） | 木更津総合（6年ぶり4回目）     | 1回戦    | ○ 2x - 1 山梨学院（延長13回TB） | 2回戦    |
| 2022年（第94回大会） | 木更津総合（6年ぶり4回目）     | 2回戦    | ● 3 - 4x 金光大阪（延長13回TB） | 2回戦    |
| 2023年（第95回大会） | 専大松戸（2年ぶり2回目）       | 2回戦    | ○ 3 - 0 常葉大菊川              | ベスト8  |
| 2023年（第95回大会） | 専大松戸（2年ぶり2回目）       | 3回戦    | ○ 6 - 4 高知                    | ベスト8  |
| 2023年（第95回大会） | 専大松戸（2年ぶり2回目）       | 準々決勝 | ● 2 - 9 広陵                    | ベスト8  |
| 2024年（第96回大会） | 中央学院（6年ぶり2回目）       | 1回戦    | ○ 7 - 1 耐久                    | ベスト4  |
| 2024年（第96回大会） | 中央学院（6年ぶり2回目）       | 2回戦    | ○ 7 - 6 宇治山田商              | ベスト4  |
| 2024年（第96回大会） | 中央学院（6年ぶり2回目）       | 準々決勝 | ○ 5 - 2 青森山田                | ベスト4  |
| 2024年（第96回大会） | 中央学院（6年ぶり2回目）       | 準決勝   | ● 2 - 4 報徳学園                | ベスト4  |
| 2025年（第97回大会） | 千葉黎明（初出場）             | 1回戦    | ●0 - 6智弁和歌山                | 初戦敗退 |

## 通算成績
| 出場 | 試合 | 勝利 | 敗戦 | 引分 | 勝率 | 優勝 | 準優勝 | ベスト4 | ベスト8 |
| ---- | ---- | ---- | ---- | ---- | ---- | ---- | ------ | ------- | ------- |
| 42   | 91   | 49   | 42   | 0    | .538 | 0    | 3      | 4       | 7       |

## 学校別成績
- 2025年選抜終了時点（前身校時代も含む）

|    | 校名           | 出場回数(回) | 選抜成績 | 初出場年(年) | 最終出場(年) | 最高成績 | 前身       |
| -- | -------------- | ------------ | -------- | ------------ | ------------ | -------- | ---------- |
| 1  | 銚子商         | 8            | 14勝8敗  | 1953         | 1995         | 準優勝   |            |
| 2  | 木更津総合     | 4            | 7勝4敗   | 1971         | 2022         | ベスト4  | 木更津中央 |
| 3  | 習志野         | 4            | 6勝4敗   | 1975         | 2019         | 準優勝   |            |
| 4  | 拓大紅陵       | 4            | 4勝4敗   | 1984         | 2004         | ベスト8  |            |
| 5  | 印旛明誠       | 2            | 4勝2敗   | 1978         | 1981         | 準優勝   | 印旛       |
| 6  | 千葉経大付     | 2            | 4勝2敗   | 2007         | 2008         | ベスト4  |            |
| 7  | 中央学院       | 2            | 3勝2敗   | 2018         | 2024         | ベスト4  |            |
| 8  | 専大松戸       | 2            | 2勝2敗   | 2021         | 2023         | ベスト8  |            |
| 9  | 市船橋         | 2            | 1勝2敗   | 1988         | 1993         | 3回戦    |            |
| 10 | 成田           | 2            | 1勝2敗   | 2006         | 2007         | 2回戦    |            |
| 11 | 東海大市原望洋 | 2            | 0勝2敗   | 2010         | 2017         | 初戦敗退 | 東海大望洋 |
| 12 | 千葉商         | 1            | 2勝1敗   | 1970         | 1970         | ベスト8  |            |
| 13 | 安房           | 1            | 1勝1敗   | 2008         | 2008         | 2回戦    |            |
| 14 | 八千代松陰     | 1            | 0勝1敗   | 1980         | 1980         | 初戦敗退 |            |
| 15 | 千葉商大付     | 1            | 0勝1敗   | 1982         | 1982         | 初戦敗退 |            |
| 16 | 東海大浦安     | 1            | 0勝1敗   | 1985         | 1985         | 初戦敗退 |            |
| 17 | 市柏           | 1            | 0勝1敗   | 1989         | 1989         | 初戦敗退 |            |
| 18 | 柏陵           | 1            | 0勝1敗   | 1999         | 1999         | 初戦敗退 |            |
| 19 | 千葉黎明       | 1            | 0勝1敗   | 2025         | 2025         | 初戦敗退 |            |